# Illicium verum
L'anice stellato (Illicium verum Hook.f.), detto anche anice badiana, è una specie di pianta angiosperma della famiglia Schisandraceae originaria dell'Asia orientale.

## Descrizione

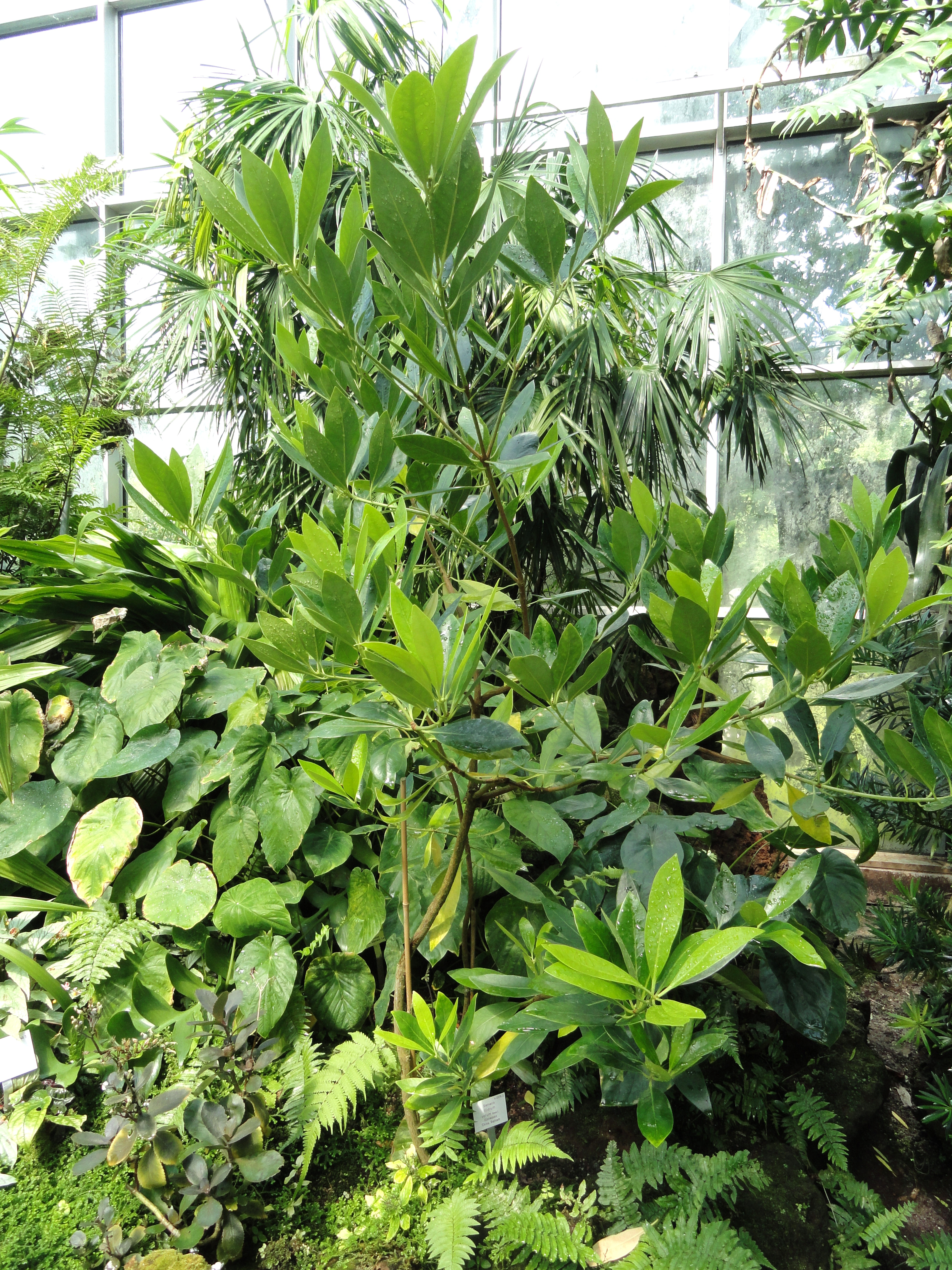
Illicium verum (Palmengarten, Francoforte sul Meno).

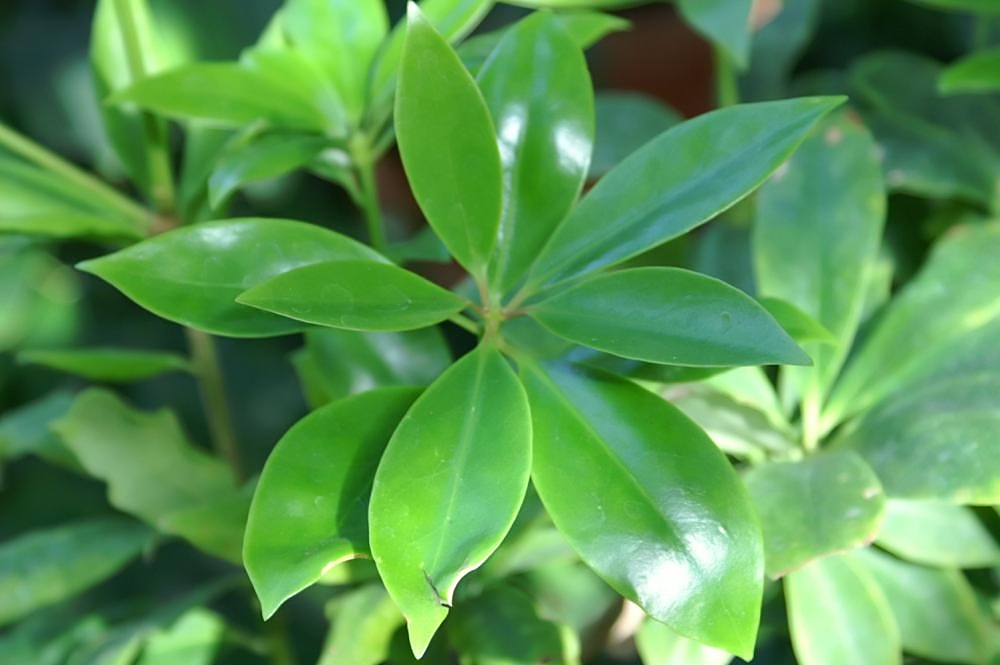
Illicium verum, foglie

È un albero tropicale sempreverde, alto tra i 5-10 metri.
Le foglie sono intere, lanceolate e all'ascella si formano fiori con perianzio bianco-giallastro formato da 15-20 petali disposti a spirale. Inoltre il fiore presenta numerosi stami e 8-12 carpelli che danno altrettanti follicoli uniseminati, disposti come i raggi di una stella.
Il frutto è un follicolo legnoso formato da 8-12 lobi disposti a stella (da cui il nome), su un peduncolo detto columella. Ogni lobo porta un seme lucido.  La spezia è costituita dai follicoli,che contengono un olio essenziale il cui principio attivo include principalmente anetolo.

## Distribuzione e habitat
L'areale nativo dell'anice stellato va dalla Cina (Guangxi meridionale e occidentale) al Vietnam settentrionale. Cresce principalmente nel bioma subtropicale.

## Usi
L'anice stellato contiene anetolo, lo stesso composto che conferisce all'anice, una pianta non correlata, il suo sapore. L'anice stellato è entrato in uso in Occidente come sostituto meno costoso dell'anice nella cottura al forno, così come nella produzione di liquori. L'anice stellato esalta il sapore della carne.
Viene utilizzato come spezia nella preparazione del biryani e del masala chai in tutto il subcontinente indiano. È ampiamente utilizzato nella cucina cinese, malese e indonesiana e ampiamente coltivato per uso commerciale in Cina, India e nella maggior parte degli altri paesi asiatici. L'anice stellato è un ingrediente della tradizionale polvere cinque spezie della cucina cinese. È anche un ingrediente importante nella preparazione del phở, una zuppa di noodle vietnamita.
L'anice stellato è la principale fonte del composto chimico acido shikimico, un precursore primario nella sintesi farmaceutica del farmaco anti-influenzale Oseltamivir. Un metodo industriale per la produzione di acido shikimico utilizzando la fermentazione dei batteri E. coli è stato scoperto nel 2005, e applicato nella pandemia di influenza suina del 2009 per affrontare la carenza di Oseltamivir, invertendo alla fine l'aumento dei prezzi dell'anice stellato come materia prima dell'acido shikimico. A partire dal 2018, la fermentazione di E. coli è stato il processo di produzione scelto per produrre acido shikimico per la sintesi di Oseltamivir.